# Beti Kozkor Kirol Elkartea
El Beti Kozkor Kirol Elkartea un club de fútbol de España de la localidad de Lecumberri en Navarra. Fue fundado en 1997 y actualmente milita en el grupo XV de Tercera Federación.

## Historia
El club se fundó en 1997, debutando en la Primera Regional navarra en la temporada 1998/1999 bajo el nombre de  Club Deportivo Lekumberri. Durante la temporada 2003/2004, fue cuando el club cambió su nombre por el nombre actual de Beti Kozkor Kirol Elkartea. En la temporada 2013/2014 logra su primer ascenso de categoría, a Regional Preferente, como líder del Grupo 4º de la Primera Regional. La temporada siguiente, vuelve a lograr otro ascenso, en este caso de Regional Preferente a Primera Autonómica tras acabar 5º clasificado y producirse una reestructuración en las categorías regionales del fútbol navarro. Dos años después, en la temporada 2016/2017 consigue ascender por primera vez en su historia a la categoría nacional tras acabar campeón en Primera Autonómica.

## Datos del club
- Temporadas en Tercera División: 2 (2017/18) y (2018/19)

## Uniforme
- Uniforme titular: Camiseta negra, pantalón blanco y medias negras.[9][10][11][12]

## Estadio
El estadio principal es el campo de hierba artificial "Complejo Deportivo Plazaola".

## Cantera

### Filial
El equipo filial milita en la Primera Regional.

### Categorías inferiores
En categorías inferiores, el club cuenta con un equipo en Juvenil,Cadete A y B, Infantil y Alevín de Fútbol 8.

### Fútbol femenino
El club cuenta con un equipo de fútbol femenino en la Regional Femenina de Navarra y un Femenino Cadete-Infantil.

### Escuela de fútbol base
El club cuenta también con una escuela de fútbol base.

## Premios
El equipo filial ganó la temporada 2014/2015 el Premio a la Deportividad de Desde La Banda - Fútbol Navarro.